# Бут, Джон Рудольфус
Джон Рудольфус Бут (5 апреля 1827 близ Уотерлу, Монтережи — 8 декабря 1925, Оттава) — канадский предприниматель и промышленник.
Был известен как «король пиломатериалов» .

## Биография
Бут начал трудиться плотником, и в этом качестве в 1854 году участвовал в постройке лесопилки для Эндрю Лими, который позже назначил его управляющим.

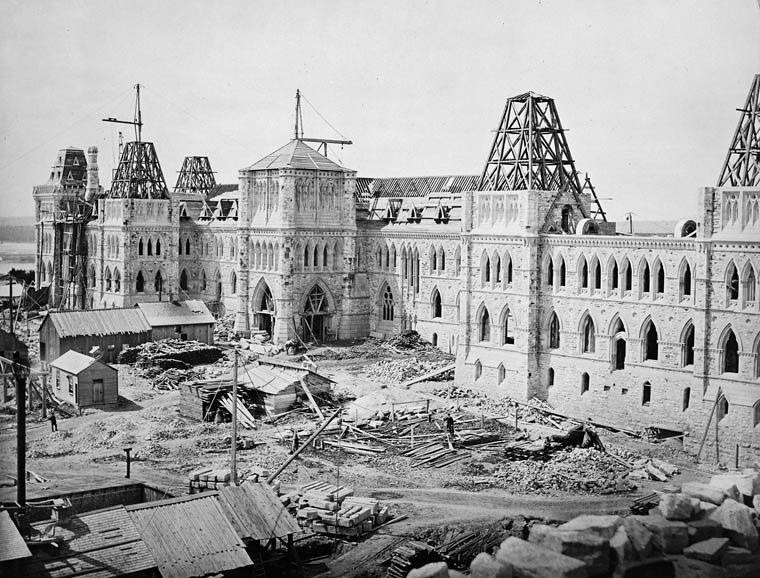
Первоначальное здание парламента Канады во время сооружения, август — сентябрь 1863 года.

Впоследствии Бута нанял Алонзо Райт (один из наследников Филемона Райта) в качестве управляющего для одного из своих заводов по производству гонта в Халле; в настоящее время на месте бывшего завода расположен Канадский музей истории. В 1859 году Бут заключил контракт на поставку пиломатериалов для строительства здания парламента . Именно этот выгодный контракт стал отправной точкой для него как для бизнесмена и промышленника.
Прибыль от строительства парламента позволила приобрести новые объекты недвижимости, лесопилки, лесные концессии.
Бут построил несколько участков железнодорожного пути для доставки своих пиломатериалов к месту назначения, отказавшись от распространённого ранее, но не экономичного сплава по воде.
Рабочие в его котельных бастовали несколько раз (1891-1918-1921), требуя повышения заработной платы, но Бут предпочел обратиться в полицию, а не вести переговоры. С другой стороны, именно он в 1911 году ввел восьмичасовой рабочий день для своих сотрудников на квебекской стороне реки Оттава.
Бут судился со своим давним деловым партнёром Э. Б. Эдди по вопросу о праве собственности на русло реки Оттава, недалеко от водопада Шодьер, островов Виктории и Альберта; дело дошло до Верховного суда Канады.
В честь Бута названа улица в Оттаве, идущая от Канадского военного музея далее на юг через Западный Сентертаун.

## Семья
Сын Джона Бута, родом из графства Роскоммон и Элеоноры Роули.
Женился 7 января 1853 года на Розалинде Кук (умерла в 1886 году). У них было пять дочерей и три сына. Внучка Лоис Фрэнсис Бут (8 августа 1897, Оттава — 26 февраля 1941, Копенгаген) была женой датского принца Эрика (1890 — 1950), от которого имела детей; их брак был заключён 11 февраля 1924 года в Оттаве .